# Glitch (Musik)
Glitch [glɪtʃ] ist ein Genre der elektronischen Musik, welches in den 1990er Jahren entstand. Es wird als eine „Ästhetik der Defekte“ beschrieben, die sich durch den bewussten Einsatz von störungsbasierten Audiomedien und anderen Klangartefakten auszeichnet.
Die Glitch-Sounds des Genres stammen normalerweise von Störungen des Audioaufnahmegeräts oder der digitalen Elektronik, wie z. B. das Springen einer CD, Netzbrummen, digitale oder analoge Verzerrung, Circuit bending, Datenkompression, Hardware-Rauschen, Softwarefehler, Abstürze, Schallplattenzischen, Kratzen oder Systemfehler. Dafür werden häufig bereits defekte Geräte oder explizit für die Aufnahme beschädigte Geräte verwendet. Im Computer Music Journal klassifizierte Kim Cascone Glitch als Subgenre der Electronica und verwendete den Begriff postdigital, um die Glitch-Ästhetik zu beschreiben.
Durch den starken Einfluss des deutschen Musiklabels Mille Plateaux auf die Entwicklung des Glitches bildete sich im deutschsprachigen Raum das Genre Clicks & Cuts, welches zu vielen Teilen dem Glitch ähnelt.

## Geschichte
Die Ursprünge der Glitch-Ästhetik lassen sich bis ins frühe 20. Jahrhundert mit Luigi Russolos futuristischem Manifest L’arte dei rumori (Die Kunst der Geräusche, 1913) zurückverfolgen, eine der Grundlagen der Noise-Musik. Er schrieb mehrere Kompositionen, welche auf den Geräuschen mechanischer Generatoren beruhten (u. a. Risveglio di una città und Convegno di automobili e aeroplani). Spätere Musiker und Komponisten, die sich der fehlerhaften Technologie bedienten, waren Mike Pinder von The Moody Blues in The Best Way to Travel (1968) und Christian Marclay, der ab 1979 beschädigte Schallplatten verwendete, um Klangcollagen zu erstellen. Yasunao Tone verwendete beschädigte CDs in seiner Techno Eden-Performance von 1985, während Nicolas Collins 1992er Album eine Komposition mit einem Streichquartett enthielt, das neben dem stotternden Klang springender CDs spielte. Yuzo Koshiro und Motohiro Kawashimas elektronischer Soundtrack für das Videospiel Streets of Rage 3 von 1994 verwendete automatisch randomisierte Sequenzen, um „unerwartete und seltsame“ experimentelle Klänge zu erzeugen.
Glitch entstand in den 1990er Jahren als eigenständige Bewegung in Deutschland und Japan, mit der musikalischen Arbeit und den Labels (insbesondere Mille Plateaux) von Achim Szepanski in Deutschland, und der Arbeit von Ryoji Ikeda in Japan.
Ovals Album Wohnton (1993) trug dazu bei, das Genre zu definieren, da es den Glitch mit Ambient-Ästhetik kombinierte.
Die frühesten Verwendungen des Begriffs Glitch in Bezug auf Musik umfassen das Lied Glitch des elektronischen Duos Autechre (1994) und das Album Worship the Glitch (1995) der experimentell elektronischen Gruppe Coil.

## Produktion
Der Vorläufer des Glitches bediente sich in der zweiten Hälfte des 20. Jahrhunderts an Verzerrungen, die oft durch manuelle Manipulation von Audiomedien erzeugt wurden. Beispiel sind die „verwundeten“ CDs Yasunao Tones, auf welche kleine Stückchen von halbtransparentem Klebeband platziert wurden, um das Lesen der Audioinformationen zu stören. Andere Beispiele für diese manuelle Manipulation sind die Modifikation einer E-Gitarre von Nicholas Collins, die als Resonator für elektrische Signale fungierte, und seine Adaption eines CD-Players, der während eines Live-Auftrittes gespielte Aufnahmen abändern konnte. Das Springen von CDs, zerkratzte Schallplatten, Circuit Bending und andere Verzerrungen, die dem elektronischen Rauschen ähneln, spielen eine wichtige Rolle bei der Schaffung von Rhythmus und Gefühl im Glitch. Aus der Verwendung dieser digitalen Artefakte leitet das Genre letztendlich seinen Namen ab.
Glitch wird heute jedoch häufig auf Computern unter Verwendung digitaler Produktionssoftware erzeugt, um kleine „Schnitte“ (Samples) von Musik aus zuvor aufgenommenen Werken zusammenzufügen. Diese Schnitte werden dann im Stile des Glitches, also basierend auf Beats, die aus Glitches, Klicks, Kratzern und anderen falsch klingenden Geräuschen bestehen, kombiniert. Die Glitches sind oft sehr kurz und werden normalerweise anstelle von traditioneller Perkussion oder Instrumentierung verwendet. Beliebte Software zum Erstellen von Glitch-Musik umfasst Tracker wie Jeskola Buzz und Renoise sowie modulare Software wie Reaktor, Ableton Live, Reason, AudioMulch, Bidule, SuperCollider, FLStudio, Max/MSP, Pure Data und ChucK. Einige Künstler verwenden auch digitale Synthesizer wie den Clavia Nord Modular G2 und Elektrons Machinedrum und Monomachine.